# Colors of my Voice
『Colors of my Voice』（カラーズ オブ マイ ヴォイス）は、日本の歌手ステファニーの2枚目のアルバム。

## 概要
ファーストアルバム『ステファニー』から1年3ヶ月ぶりとなるアルバム。自身が女優として主演した映画『プライド』の主題歌である「Pride〜A Part of Me〜 feat.SRM」などシングル曲3曲を含む全11曲を収録。
初回限定版は、各シングルのミュージック・ビデオを収録したDVD付。収録されている3作品のうち「Changin'」と「Pride〜A Part of Me〜」は、初公開となるステファニーのソロによるミュージック・ビデオとなっている。

## 収録曲
シングル収録曲の詳細は各シングルの記事も参照。
1. 言葉なんかいらないほどに
  - 作詞：STEPHANIE 作曲：ジョー・リノイエ 編曲：ジョー・リノイエ/中西亮輔
  - ケータイ小説「あたし彼女」（第3回日本ケータイ小説大賞受賞作品）のインスパイアソング[1]。
2. Changin' (ステファニー feat. 田中ロウマ)
  - 5thシングル。
3. FUTURE
  - 7thシングル。
4. 禁断のKnockout
  - 作詞：STEPHANIE 作曲：ジョー・リノイエ 編曲：ジョー・リノイエ/MASAKI
5. Together
  - 5thシングルのカップリング曲。
6. Forever
  - 作詞：STEPHANIE 作曲：ジョー・リノイエ 編曲：ジョー・リノイエ/綾部薫/Yukinori Nakano
  - 『ステファニー』収録曲「Fallin'」に続く英語歌詞の楽曲。
7. Pride〜A Part of Me〜 feat.SRM
  - 6thシングル。満島ひかりとの共演。
8. KISSES
  - 6thシングルのカップリング曲。
9. キズナ
  - 作詞：STEPHANIE & mavie 作曲：ジョー・リノイエ/velvetronica 編曲：ジョー・リノイエ/市川淳
10. a song for you
  - 作詞：STEPHANIE 作曲/編曲：ジョー・リノイエ
  - 映画『プライド』の作中でステファニーらが歌った同名曲（英語版）（レオン・ラッセルのカバー、『プライド』オリジナルサウンドトラックに収録）とは別の曲。
11. 大好きなみんなへ。 feat.fans
  - 作詞：STEPHANIE 作曲：ジョー・リノイエ 編曲：ジョー・リノイエ/綾部薫/坂部大介

### DVD
Music Videos
1. Changin' (Stephanie Only ver.)
2. Pride〜A Part of Me〜 (Stephanie Only ver.)
3. FUTURE

## 演奏
- ジョー・リノイエ：Keyboards & Background Vocals (#1.2.5.6.7.9.11)
- 坂部大介：Guitar (#1.3.4.8.11)
- 室屋光一郎：Violin (#1)
- 田中ロウマ：Vocals (#2)
- 長岡成貢：Strings (#2)
- 鈴川真樹：Guitar (#2.5)
- 岡田鉄平：Violin (#3)
- 江口信夫：Drums (#4)
- MASAKI：Guitar (#4)
- 土屋佳代：Piano (#7.10)
- 田口智則：Bass (#7)